# Elsje
Elsje is een gagstrip getekend door Gerben Valkema en geschreven door Eric Hercules.

## Inhoud
De strip gaat over een klein impulsief meisje woonachtig op Texel. Op het eerste gezicht lijkt Elsje een lief klein meisje, maar als het erop aankomt, kan ze soms gemeen uit de hoek komen. Over het algemeen kan ze het goed vinden met haar vriendje Gait-Jan en haar vriendinnetje Nadia, maar soms misbruikt ze hen.

## Publicatiegeschiedenis
Elsje verschijnt sinds februari 2007 in een groot aantal regionale dagbladen, waaronder het Dagblad van het Noorden en de kranten van de Wegener Groep en HDC Media.
Vanaf het tiende nummer van het striptijdschrift Eppo uit 2009 heeft Elsje een rol in het blad. In dat nummer komen Hercules en Valkema voor het eerst met een Elsje-verhaal dat langer dan één strook is. Het verhaal telt zes pagina's. Vanaf nummer 11 2009 staat er iedere twee weken een pagina-gag in het blad.

## Albums
Vanaf het begin van de strip in 2007 zijn de volgende albums verschenen, met daarin strips uit de krant, te weten:
- Elsje nummer 1: Een gelukkig kind kan tegenwoordig nergens meer terecht (2007)
- Elsje nummer 2: Was ik maar oud genoeg om te weten wat ik mis (2008)
- Elsje nummer 3: Even doorzetten en dit wordt een warme jeugdherinnering (2008)
- Elsje nummer 4: Geniet maar van jezelf zolang je jong en onbedorven bent  (2010)
- Elsje nummer 5: Probeer ze maar es allemaal op een rijtje te hebben (2011)
- Elsje nummer 6: Driemaal daags verwennen voorkomt ongewenste bijwerkingen (2012)
- Elsje nummer 7: Gelukkig is nadenken meer iets voor als je later groot bent (2013)
- Elsje nummer 8: Het kan maar zo zijn dat er hier sprake is van een nieuwe soort (2014)
- Elsje nummer 9: Met die gelukkige jeugd moet je dan maar leren leven (2015)
- Elsje nummer 10: Je bent van harte welkom een feestje voor me te geven (2016)

Een speciaal hardcoveralbum met een doorlopend verhaal:
- Elsje: Oenk! (2009)

Daarnaast zijn de pagina's die eerder verschenen in Eppo Stripblad gebundeld in albums in A4 formaat:
- 1. Als beste getest (2011)
- 2. Een uniek exemplaar (2013)
- 3. Aanbevolen door experts (2016)

Sinds 2017, werd er vanwege het 10-jarig bestaan van de strip, een verandering ingevoerd wat betreft de albums. Vanaf toen zou er in plaats van elk jaar, elk half jaar een boek verschijnen. Hierin zijn strips uit de krant te zien en telkens een langer verhaal uit de Eppo, dit zijn:
- 4. Groeistuipen (2017)
- 5. Drakendochter (2018)
- 6. Robo sapiens (2018)
- 7. Natuurtalent (2019)
- 8. Uber puber (2019)
- 9. Yolo (2020)
- 10. Bruggers (2020)
- 11. Viraal (2021)
- 12. Positief (2021)
- 13. Vrij blij (2024)
- 14. Beugelbekkie (2024)
- 15. ADHD (2025)

Albums die buiten de andere reeksen vallen:
- Elsje maakt geschiedenis (2016)
- Elsje: op Texel (2017)
- Elske: Nait zoezen, deurbroezen! (Groningstalige uitgave met een selectie van strips, 2012)
- Elske: Brabantse naachte zén lang (Brabants, speciaal gemaakt voor het Brabants Stripspektakel, 2013)
- Elsje: Superscout (2022)
- Elsje: De gezonken jurk en andere geheime missies (2023)

## Waardering
Voor het album Elsje nummer 5: Probeer ze maar es allemaal op een rijtje te hebben ontvingen Hercules & Valkema de Stripschapspenning voor album van het jaar 2011, categorie jeugd. 
In 2016 won het album Elsje maakt geschiedenis de Willy Vandersteenprijs.